# ذي عسال (السدة)
ذي عسال

تعديل مصدري - تعديل

ذي عسال هي إحدى قرى عزلة التويتي بمديرية السدة التابعة لمحافظة إب، بلغ تعداد سكانها 768 نسمة حسب تعداد اليمن لعام 2004.